# ИРТ-2000
ИРТ-2000 е съветски изследователски ядрен реактор от басейнов тип. Той е широко разпространен по света и е монтиран в множество научни инсталации. За забавител на неутрони се използва обикновена лека вода, която служи и като охладител.
Реакторът се използва за производството на различни видове радиоактивни изотопи. Като гориво използва уранов диоксид. Активната зона на реактора има форма на паралелепипед, висок 50 см. Събира 48 алуминиеви касети с по 15 и 16 горивни елемента във всяка от тях. Тези елементи имат формата на цилиндрични пръчки, чиято сърцевина е от пресован уранов диоксид, обогатен с 10% уран 235. Защитата от радиация се осигурява от водата в дълбок воден басейн и от бетонните стени на корпус с дебелина два метра. Максималната топлинна мощност на реактора е 2000 КВт (2 МВт).
Първоначалният реактор на Ядрената научно-експериментална база в София е такъв модел.